# Hausareligion
Hausareligion är den traditionella religionen för Hausafolket i Niger och norra Nigeria i Västafrika.
Religionen tillhör animismen. Den inkluderar även tron på andar, andebesättelse och magi. De flesta ur hausafolket konverterade till islam under 1700-talet, men den förislamska religionen influerar islam bland Hausa.